# Senf-Blauschillersandbiene
Die Senf-Blauschillersandbiene (Andrena agilissima) ist eine Bienen-Art aus der Gattung der Sandbienen (Andrena) innerhalb der Familie der Andrenidae.
Die Art wurde 2018 zur Wildbiene des Jahres 2019 gekürt.

## Merkmale
Die Art erreicht eine Körpergröße von 14 bis 15 Millimeter und ist damit nur wenig kleiner als eine Honigbiene, wirkt allerdings schlanker als diese. Der Körper ist schwarz gefärbt mit deutlich blau-metallischem Schimmer, er trägt eine Zeichnung aus Flecken und Binden aus, abstechend weiß gefärbten, Haaren. Auch die Flügel sind verdunkelt mit bläulichem Metallschimmer. Das Propodeum ist bei der Art beim Weibchen grob gerunzelt, beim Männchen wabig gefeldert. Der Vorderflügel besitzt drei Cubitalzellen (Unterschied zu Andrena lagopus).
Beim Weibchen trägt der vierte und fünfte Tergit des Hinterleibs (seltener auch der dritte) beiderseits je einen großen, silberweißen Haarflecken. Die Schenkel der Hinterbeine besitzen eine lang abstehende, silbrigweiße Haarleiste auf der Unterseite. Kopf, Rumpfabschnitt und freier Hinterleib sowie die Vorder- und Hinterschenkel tragen silberweiße Behaarung (mit Ausnahme der dunkel behaarten Mesopluren). Beim Männchen sind das Gesicht, die Seiten des Rumpfabschnitts mit Pronotum und die Tergite vier bis sechs des freien Hinterleibs seitlich silbrigweiß behaart. Neben dem Propodeum sind auch die Thoraxseiten grob wabig skulpturiert. Typisch ist auch die Gestalt der männlichen Begattungsorgane: Die Dorsalloben der Gonocoxen sind abgerundet, nicht lang zugespitzt.
Die Art ist in Mitteleuropa aufgrund ihrer Färbung, in Verbindung mit dem spezialisierten Blütenbesuch, unverkennbar und bereits im Feld erkennbar.
Die Art ist sehr ähnlich zu Andrena afrensis, einer südwesteuropäischen Art mit Vorkommen bis ins Wallis (Schweiz). Die Art ist im weiblichen Geschlecht dadurch unterscheidbar, dass der typische bläuliche Glanz der Tergite bei ihr fehlt. Die Männchen sind äußerst ähnlich und nur genitalmorphologisch sicher unterscheidbar.

## Verbreitung
Die Art ist westmediterran bis westeuropäisch verbreitet. Sie kommt vor im Westen Nordafrikas (Tunesien, Algerien und Marokko), auf der Iberischen Halbinsel (Spanien und Portugal), ganz Frankreich, Süddeutschland, Schweiz, Österreich, Italien, Süd-Polen, Tschechien, Slowakei, Ungarn, östlich bis in den äußersten Westen Rumäniens, außerdem auf Sizilien, Sardinien, Korsika und den Balearen im Mittelmeer. Eine neue Angabe, weitab des bisherigen Verbreitungsgebiets, aus Nordindien bedarf der Bestätigung.
Die Funde aus Süditalien wurden von Warncke als Andrena agillissima subsp. italica abgetrennt, die sich durch einen etwas breiteren und vorne eingekerbten Oberlippenanhang und durch
feinere und zerstreutere Punktierung unterscheiden soll; die Unterart wird heute meist nicht mehr anerkannt.
In Österreich ist die Art fast überall in den Wärmegebieten verbreitet, aber selten, und wird meist nur vereinzelt gefunden. Die Nordgrenze der Verbreitung zieht sich durch Mitteleuropa. In Deutschland liegen Verbreitungsangaben aus ganz Süddeutschland, nördlich etwa bis zum Lahntal vor, in Norddeutschland fehlt die Art. In jüngerer Zeit gibt es Hinweise darauf, dass sie, wie andere wärmeliebende Arten, ihr Areal nach Norden hin ausweitet, nachdem sie vorher jahrzehntelang immer seltener geworden war. So liegen inzwischen auch Funde bis in den Norden Hessens vor. Die Art zeigt einen klaren Verbreitungsschwerpunkt in Südwestdeutschland, aus Bayern liegen nur wenige, meist ältere, Funde vor; es gibt aber Hinweise darauf, dass sie auch in Sachsen ihr Areal aktuell ausweiten kann. Sie gilt in Deutschland nun als gefährdet (Rote Liste 3), nachdem sie 1984 noch als stark gefährdet angesehen worden war. In den angrenzenden Niederlanden kommt sie nur im Hügelland im Raum Maastricht vor. In Polen ist sie auf den Süden, nördlich bis Zielona Góra, beschränkt. Die Art fehlt in Großbritannien, wurde aber auf Guernsey nachgewiesen.

## Ökologie und Lebensweise
Die Art nistet in selbst gegrabenen Höhlen in Steilwänden aus Löss oder Sand. Die Bienen bauen jede für sich Erdnester, die oft kolonieartig dicht beieinander liegen, wobei sie durchaus alte Bauten weiter ausbauen oder wieder verwenden. Auffallend ist, dass die Bienen dabei Teile des Gangsystems, einschließlich der Einfluglöcher, gemeinsam benutzen können, wobei aber letztlich jedes Weibchen eigene Brutzellen anlegt und nur den eigenen Nachwuchs versorgt. Diese Nistweise wird als kommunal umschrieben. Die Paarung findet meist noch innerhalb der kommunalen Bauten oder in deren Umgebung statt, ansonsten auf den von den Weibchen besuchten Blüten. Die Weibchen der neuen Generation fliegen im Frühjahr aus und beginnen nach der Paarung mit dem Bau eines neuen Erdnests. Die Brutzellen verproviantieren sie mit Pollen, den sie fast ausschließlich bei Vertretern der Familie der Kreuzblütler (Brassicaceae) sammeln. Die wichtigste Nahrungspflanze ist in Mitteleuropa der Acker-Senf (Sinapis arvensis), daneben werden zahlreiche weitere Arten angegeben, etwa Hederich (Raphanus raphanistrum). Durch die intensive Landbewirtschaftung liegen geeignete Nisthabitate und Nahrungshabitate mit Blütenangebot heute oft weit auseinander, was den Lebensraum der Art stark einengt. Die Art bildet nur eine Generation im Jahr aus (univoltin). Ausflug ist von Anfang Mai bis Anfang Juni. Die schnelle Fortbewegung der Sandbienen allgemein und der Senf-Blauschillersandbiene im Speziellen beschreibt der Namensteil agilissima (lateinisch am schnellsten). Die Art kann im Radius von einem Kilometer Nahrung sammeln.
Industrielle Landwirtschaft und der damit einhergehende Verlust an Biodiversität und Einsatz von Pflanzenschutzmitteln gefährden den Lebensraum der Wildbiene stark. Infolgedessen vermindert sich ihr Vorkommen, merklich beispielsweise in Sachsen-Anhalt, Sachsen oder Baden-Württemberg.
Die Senf-Blauschillerbiene ist Wirtsart der brutparasitischen Blutbiene Sphecodes rubicundus Hagens, 1875.

## Systematik und Taxonomie
Die Art wurde als Apis agilissima durch den Naturforscher Giovanni Antonio Scopoli nach einem Fund aus Ungarn erstbeschrieben. Ein Synonym ist Andrena fleassae Panzer, 1805. Gemeinsam mit zwei anderen, west-paläarktischen Arten, Andrena afrensis Warncke, 1967 und Andrena asperrima Pérez, 1895 bildet sie die Untergattung Agandrena Warncke, 1968.